# Record Guaíba
Record Guaíba (anteriormente Record RS) é uma emissora de televisão brasileira sediada em Porto Alegre, capital do estado do Rio Grande do Sul. Opera no canal 2 (21 UHF digital), e é uma emissora própria da Record, sendo pertencente ao Grupo Record, que também controla sua co-irmã Rádio Guaíba e o jornal Correio do Povo. Seus estúdios ficam localizados no bairro Santa Tereza, e sua antena de transmissão está no alto do Morro da Polícia.

## História

### TV Guaíba (1979–2007)

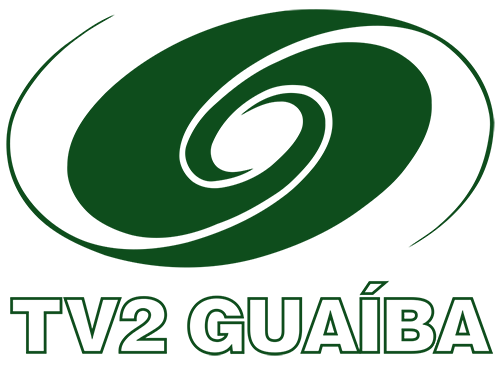
Logotipo da emissora durante a fase TV Guaíba entre 1979 e 2007, cujo conceito é uma representação abstrata da Via Láctea.

#### Fase Caldas Júnior
A TV Guaíba foi fundada em 10 de março de 1979 por Breno Caldas, filho do jornalista Caldas Júnior, o fundador do jornal Correio do Povo. A primeira transmissão do canal foi às 21h, com a transmissão do concurso de beleza Rainha das Piscinas, ao vivo do Ginásio Gigantinho. Sem qualquer tipo de afiliação com outras redes nacionais, a TV Guaíba destacou-se tanto nos programas regionais com enfoque para o jornalismo, esporte, culinária, variedades e cultura. Os filmes e séries também ocuparam um bom espaço na programação, principalmente produções da Paramount distribuídas pela Network Distribuidora de Filmes, assim como documentários internacionais distribuídos pela alemã Transtel (hoje incorporada pela Deutsche Welle).
Na primeira fase da emissora, o canal 2 transmitia sua programação a partir das 17h30, quando iniciava sua grade diária com um programa educativo produzido pela TVE Brasil do Rio de Janeiro, seguido por uma série americana. A partir das 19h30, era exibido o Guaíba Ao Vivo, seguindo o modelo de programas exibidos localmente no horário do almoço, com quadros de comentários, notícias, esportes e variedades (como o pioneiro Diário de Notícias, da TV Piratini, o Jornal do Almoço, da TV Gaúcha e o Portovisão, da TV Difusora).
O Guaíba Ao Vivo aproveitava o quadro de comunicadores da Rádio Guaíba e do jornal Correio do Povo, como Rogério Mendelski, Adroaldo Streck, João Carlos Belmonte, Edegar Schmidt, Sérgio Jockymann, Carrion Júnior, além de Ivette Brandalise, José Fontela, Sérgio Schueller, Gustavo Motta e Paulo Nilson. A atriz Suzana Saldanha apresentava o primeiro quadro do programa, com entrevistas e assuntos de interesse feminino ou cultural, mas perdeu o emprego quando a emissora entrou em sua segunda fase, em 31 de março de 1981. Aos sábados, era exibido o TV2 Pop Show, com Cascalho Contursi, voltado ao público jovem. A vinheta do programa era reaproveitada de um homônimo exibido pela da TV Cultura de São Paulo, que também tinha algumas de suas vinhetas de identificação recicladas pela Guaíba.
Quando a concorrente TV Difusora foi comprada pela Rede Bandeirantes, a maior parte da programação local foi extinta. Com isso, a Guaíba, que contratara Sérgio Reis (que havia inaugurado a TV Piratini na década de 1950), trouxe os grandes nomes do canal 10 e passou a transmitir já desde as 10h30. O primeiro programa local a entrar no ar na nova fase, foi o Guaíba Feminina, apresentado de segunda à sexta das 11h30 às 14h30, apresentado por Tânia Carvalho, Magda Beatriz, Liliana Reid, Marina Conter e Aninha Comas.
Tânia Carvalho era um dos nomes mais conhecidos da televisão do Rio Grande do Sul, desde que voltara de São Paulo, onde havia sido parte do grupo em volta do cineasta Glauber Rocha, com seu marido e pai de seu filho Fabiano, o ator Geraldo Del Rey. Tânia apresentara o quadro "Variedades", ao lado de Célia Bier, no Jornal do Almoço, da TV Gaúcha, depois tendo se transferido para o concorrente da TV Difusora, Portovisão. Em sua estreia na Guaíba vestiu uma bata verde que cobria a barriga grávida de seu segundo filho com o empresário Felício dos Santos, Diogo, que nasceria semanas depois.
Magda Beatriz era apresentadora do noticiário Câmera 10, da TV Difusora, que ia ao ar diariamente nos fins de noite, com enfoque local. Liliana Reid havia trabalhado no programete infantil Clubinho Gaúcha Zero Hora, do canal 12, e veio para a Guaíba com seu marido, o diretor de programação Sérgio Reis. Marina Conter tinha trabalhado décadas antes na TV Piratini como garota-propaganda, vendendo produtos nos intervalos comerciais, ao vivo, da época. Aninha Comas era cozinheira profissional, popular entre as socialites porto-alegrenses.
Em abril de 1981, entrou no ar o Guaíba Criança, que preenchia as tardes com desenhos animados e brincadeiras infantis. O ator Roberto de Oliveira se tornou o "Remendão", que apresentava o programa, no primeiro ano com a atriz Cássia Aguiar e, a partir do segundo ano, com Vera Mucilo. Crianças que mandassem cupons recortados do Correio do Povo ou da Folha da Tarde podiam ser convidadas para a plateia do programa e concorrer ao vivo aos famosos quindins dados por Remendão.
O horário nobre, criado por Sérgio Reis, tinha, a partir das 21h30, logo após o Guaíba ao Vivo, vários programas locais. Nas segundas ia ao ar o debate esportivo Cadeira Cativa, apresentado por Armindo Antonio Ranzolin. Nas terças tinha o programa de entrevistas políticas Espaço Aberto, apresentado por Amir Domingues. Outros programas da fase de ouro da emissora foram o Vox Populi, de entrevistas, o Pergunte a Guaíba, apresentado pelo professor de língua portuguesa Édson de Oliveira, do cursinho Pré-Vestibular Universitário, respondendo perguntas dos telespectadores e o Viajando com a Guaíba, apresentado por Ernani Behs.
A TV Guaíba ainda ficou marcada pelas transmissões de turfe durante pausas comerciais, nas tardes de sábado e domingo, provavelmente graças ao fato de o dono, Breno Caldas, ser dono de um haras e um ávido investidor no esporte. As noites de sábado da emissora, no início da década de 1980, eram preenchidas pelos seriados Columbo, McMilan e Esposa e McCloud, seguidas pelo Cine 2.

#### Fase Sistema Guaíba-Correio do Povo
Quando a Companhia Jornalística Caldas Júnior faliu, o jornalista e dramaturgo Sérgio Jockymann tomou as rédeas da emissora por vários meses, antes do empresário Renato Bastos Ribeiro comprar a empresa. Durante a fase em que Jockymann dirigiu o canal, ao meio-dia ia ao ar o programa Aqui e Agora. Logo após, ele colocou no ar, com o produtor Claudinho Pereira, o Programa Magda Beatriz, de entrevistas culturais. O Guaíba Feminina passou a ser apresentado nos finais de tarde por Marla Martins (filha do jornalista Lasier Martins), Isabel Ibias e Aninha Comas. O programa Clip Clap, de videoclipes, era apresentado por Gaio Fontela. As noites eram preenchidas por seriados e pelo Guaíba Notícias. Semanalmente, José Fontela emprestava apenas sua voz para o programa de entrevistas A Nova Face do Rio Grande.
Com a compra por Ribeiro, Jockymann e sua programação foram substituídos e o dramaturgo foi aos tribunais exigir indenização de Ribeiro pelos seus gastos perdidos. Jockymann entrou para a "lista negra" do canal, nunca mais aparecendo em suas imagens, mesmo tendo sido, por anos, importante vereador de Porto Alegre. Durante a gestão dos Ribeiro, a TV era dirigida pela irmã do dono, Helena Bastos Ribeiro. Era quase toda alugada aos produtores independentes que eram responsáveis pelas vendas de patrocínios, cedendo uma porcentagem para a emissora.
Alguns dos destaques da programação local da TV Guaíba, depois da compra pela família Ribeiro, foram o jornalista Flávio Alcaraz Gomes com o seu programa Guerrilheiros da Notícia, que ia ao ar diariamente das 19h as 20h15; Clovis Duarte com o Câmera 2, que entrava no ar a partir das 22h30; o médico e jornalista Abraão Winogron com o semanal Medicina e Saúde; José Silvas com o Atividade, diariamente ao meio-dia; Marlei Soares com o Palavra de Mulher, que era apresentado durante a semana a partir das 16h25, Luiz Carlos Reche com o Cadeira Cativa e João Bosco Vaz com o Encontro com o Esporte, exibido aos sábados; o musical tradicionalista Querência, sempre transmitido de um município diferente do estado, apresentado por Jair Silva; o Projeto Arco-Íris foi programa pioneiro sobre questões ecológicas. O apresentador de programas esportivos Rogério Amaral passou anos na emissora, com um programa noturno depois do Guerrilheiros da Notícia.
Entre os seriados famosos que passaram na última fase da TV Guaíba estão: Jornada nas Estrelas, Jornada nas Estrelas: A Nova Geração, James West, Os Três Patetas, JAG: Ases Invencíveis, Missão Impossível, O Barco do Amor, Automan, Sharivan, Machine Man, Goggle V, Barrados no Baile, Sabrina - Aprendiz de Feiticeira, Hack, Haunted e Largo Winch.
No início de 2003, a Rede Record perdeu cobertura no Rio Grande do Sul depois que a sua afiliada, TV Pampa, migrou para a RedeTV!. Na época, foi analisada a possibilidade de fazer afiliação com a TV Guaíba, mas a diretoria da emissora gaúcha descartou esta possibilidade, pois queria manter sua programação independente. Em abril, a TV Pampa retomou as transmissões da rede, alegando prejuízos comerciais com a RedeTV!.
No ano de 2004, a TV Guaíba participou da licitação da Federação Gaúcha de Futebol para transmitir o Gauchão 2004, junto com a RBS TV. A Guaíba vencera a licitação e adquiriu o campeonato com exclusividade, tendo acordado por contrato a transmissão de 36 jogos. A RBS TV tentou adquirir parte dos direitos, propondo o pagamento de 500 mil reais, mas Aluizio Ribeiro, diretor comercial da emissora, acabou recusando.
A TV Guaíba utilizou alguns profissionais da Rádio Guaíba para fazer a cobertura. Fizeram parte da equipe o narrador Paulo Cesar Carvalho, os comentaristas Rogério Amaral e Cláudio Duarte e os repórteres Denis Luciano e Rodrigo Koch, os últimos, na rádio, eram apresentadores e plantonistas esportivos. Alguns jogos eram transmitidos em VT, com locução de Gilberto Júnior, André Silva e Geraldo Andrade. No interior do estado, as partidas eram exibidas pela TV Pampa, que as retransmitiu em regiões que não eram cobertas pela TV Guaíba. Tais transmissões se repetiram até o final da emissora, mas sem exclusividade de transmissão, dividindo-as justamente com a RBS TV, inclusive transmitindo VTs de jogos que ocorreram em dias e horários em que não havia transmissões da emissora ou em jogos da Dupla Grenal em casa, geralmente à noite, antes ou após o Câmera 2, dependendo do horário em que ocorria a partida a ser transmitida.

#### Compra pela Rede Record
Em 21 de fevereiro de 2007, o diretor-administrativo do Sistema Guaíba-Correio do Povo, Carlos Bastos Ribeiro, irmão de Renato, anunciou que a TV Guaíba, juntamente com a Rádio Guaíba e a Guaíba FM haviam sido vendidas ao Grupo Record por um valor estimado em 100 milhões de reais. Em 12 de março, foi confirmada também a venda do jornal Correio do Povo ao grupo. No mesmo dia, a Rede Record comunicou a rescisão de contrato com sua então afiliada, a TV Pampa, que era previsto para ir até 2008.
As relações entre ambas haviam se deteriorado depois que a emissora gaúcha se recusou a atender os padrões exigidos pela rede em sua programação local, e também após uma malsucedida tentativa de compra da TV Pampa e de outros veículos da Rede Pampa de Comunicação, o que motivou a rede a procurar uma nova parceria. No entanto, diferente da emissora de Porto Alegre, a Record continuou mantendo sua afiliação com as componentes da Rede Pampa no interior do estado (TV Pampa Norte de Carazinho, TV Pampa Centro de Santa Maria e TV Pampa Sul de Pelotas) através de um acordo secundário previsto para ir até 2009.
Em 16 de março, o executivo do Grupo Record, Jerônimo Alves Ferreira, foi apresentado oficialmente como o novo diretor-presidente dos veículos adquiridos, que passaram ao seu comando em 20 de março. Com a mudança de controle da TV Guaíba, foi elaborado um plano de investimento que envolveu a instalação de equipamentos de última geração, construção de uma moderna newsroom e a contratação de profissionais especializados na área técnica, comercial e jornalística das demais concorrentes.

### Emissora própria da Record (2007–presente)

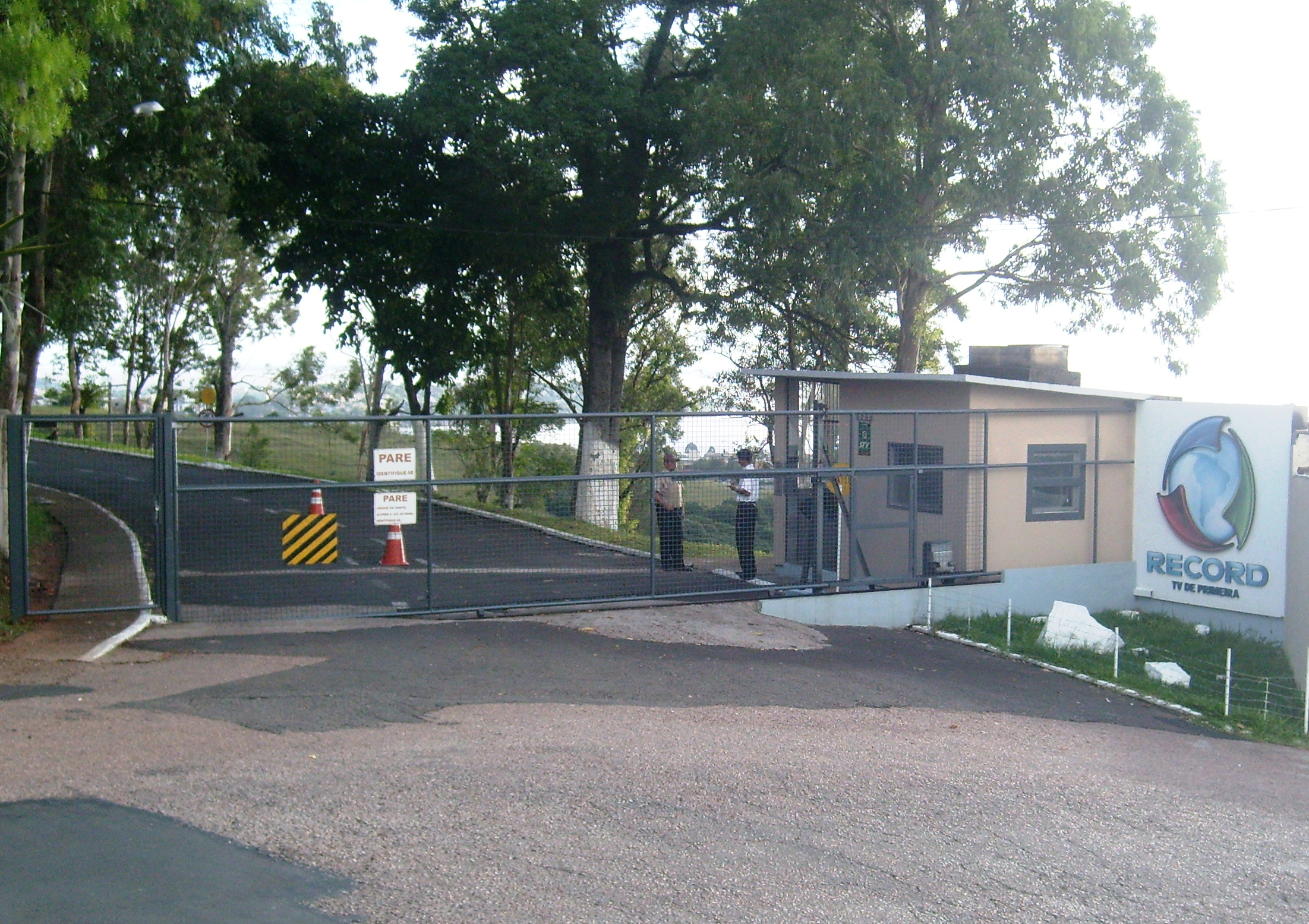
Portaria da sede da emissora, no bairro Santa Tereza em Porto Alegre, 2010

O canal 2 levou ao ar sua programação independente pela última vez em 30 de junho, e o último programa exibido como TV Guaíba foi o Musical. Minutos antes da 0h do dia 1.º de julho, a emissora exibiu seu tradicional clipe de abertura e encerramento da programação com imagens do Rio Grande do Sul ao som de uma versão instrumental de "Gauchinha Bem Querer", composta por Tito Madi.
Em seguida, entrou no ar um slide com uma contagem regressiva para a estreia da TV Record Rio Grande do Sul, tendo a execução de músicas orquestradas e trazendo a seguinte mensagem: "Vem aí a TV dos Gaúchos". Ao meio-dia, foi veiculado um programete especial apresentando a nova programação aos telespectadores gaúchos, sendo exibido em seguida o programa Tudo É Possível. No mesmo dia, a TV Pampa Porto Alegre voltou a transmitir a programação da RedeTV!.
No dia seguinte, estrearam os programas Rio Grande no Ar, Balanço Geral e Rio Grande Record. Às 20h, o Jornal da Record foi apresentado ao vivo de Porto Alegre, com André Haar, âncora do Rio Grande Record e Adriana Araújo, que veio de São Paulo especialmente para o lançamento da emissora. Dos programas exibidos em sua fase anterior, o único a permanecer na nova grade foi o Motor Show, apresentado por Renato Rossi. Em outubro de 2008, o programa foi para a Band RS, retornando em 2015 até deixar de ser exibido novamente pela emissora pouco depois. Já o Cadeira Cativa, de Luiz Carlos Reche, passou a ser transmitido pela Rádio Guaíba, às segundas-feiras, no mesmo horário em que era exibido pela TV, voltando a televisão em março de 2008, pela Ulbra TV.
Em 1.º de março de 2008, as emissoras da Rede Pampa no interior do estado passaram a adotar o nome Record, num projeto de alinhamento da sua programação e linha editorial com a emissora da capital. Porém, após divergências entre os diretores da Rede Pampa e os executivos da Record, devido ao uso de retransmissoras sem autorização e o descumprimento de cláusulas contratuais, o contrato entre ambas foi rescindido e as emissoras migraram para a RedeTV! em 14 de julho, deixando a Record sem sinal em cerca de 80% do estado. Com o passar dos anos, a TV Record Rio Grande do Sul foi repondo a cobertura perdida nessas regiões com a instalação de novas retransmissoras.
Em 31 de maio, a emissora passou a operar com uma nova antena e transmissor, investindo 650 mil reais na substituição do antigo equipamento utilizado pela TV Guaíba. Em outubro, a Record RS realizou uma promoção que consistiu em instalar gratuitamente antenas receptoras de TV aberta nas casas dos 100 primeiros porto-alegrenses que nela estivessem cadastrados, visando a uma melhora de sua imagem nas regiões onde o sinal era mais fraco, e também um apelo para aumentar os índices de audiência na capital.
Até fevereiro de 2012, Farid Germano Filho trabalhava na emissora apresentado o Rio Grande Record, mas pediu demissão da emissora, sendo posteriormente contratado pela TV Pampa. Luiz Carlos Reche que apresentava o Esporte Record, foi demitido em dezembro do mesmo ano, e o seu programa foi cancelado.
Em 24 de novembro de 2016, com a reformulação da marca da rede, a TV Record Rio Grande do Sul passou a se chamar RecordTV RS.
Em 3 de dezembro de 2018, a RecordTV RS estreou uma edição matinal do Balanço Geral RS, também apresentada por Alexandre Mota, que acumulou a apresentação com a edição vespertina. Com isso, o telejornal Rio Grande no Ar perdeu meia-hora e passou a ter apenas 60 minutos de duração. Pouco tempo depois, Nando Gross passou a apresentar o Balanço Geral RS Manhã, substituindo Alexandre Mota.
Em 3 de julho de 2019, o jornalista André Haar deixou a apresentação do Rio Grande no Ar para se dedicar a projetos fora da RecordTV RS. Com isso, em 4 de julho, o telejornal passou a ser apresentado por Nando Gross, enquanto seu antigo posto no Balanço Geral RS Manhã passou a ser ocupado por Alexandre Gamón.
Em 31 de janeiro de 2020, após 12 anos à frente do Balanço Geral RS, o apresentador Alexandre Mota deixou o comando do programa após ser contratado pela TV Vila Real de Cuiabá, Mato Grosso. Em seu lugar, Voltaire Porto passou a apresentar interinamente a atração, até que em 1.º de junho, Samuel Vettori assumiu o Balanço Geral. Em 11 de setembro, a emissora extinguiu o Balanço Geral Manhã e a partir da semana seguinte aumentou a duração do Rio Grande no Ar, que passou a ter a primeira hora apresentada por Alexandre Gamón e a segunda por Nando Gross. Gross, no entanto, deixou a emissora em fevereiro de 2021.
Em 30 de março de 2022, Voltaire Porto foi desligado pela RecordTV RS, passando a atuar apenas pela Rádio Guaíba. Com a sua saída, o Cidade Alerta passou a ser apresentado pela repórter Vanessa Pires.
Mudança de nome para Record Guaíba (2024)
Em 14 de novembro de 2024, visando maior aproximação com o público gaúcho, a Record RS abandona a nomenclatura usada originalmente desde 2007 e passa a se chamar Record Guaíba, retomando o nome fantasia da fundação. O anúncio foi feito no Rio Grande Record, que contou com a presença de publicitários, personalidades e apresentadores da emissora. A mudança visa aproximar o passado da antiga TV Guaíba com a atual fase da Record no canal 2, além de aproximar ainda mais o público riograndense à programação regional. Além da mudança de nome, o telejornal Rio Grande no Ar, que era exibido desde a estreia como estação própria da rede paulista, foi extinto para dar lugar ao Guaíba no Ar, de mesmo formato, dando maior destaque à retomada da nomenclatura clássica.

## Sinal digital
| Canal virtual | Canal digital | Resolução de tela | Programação                                     |
| ------------- | ------------- | ----------------- | ----------------------------------------------- |
| 2.1           | 21 UHF        | 1080i             | Programação principal da Record Guaíba / Record |

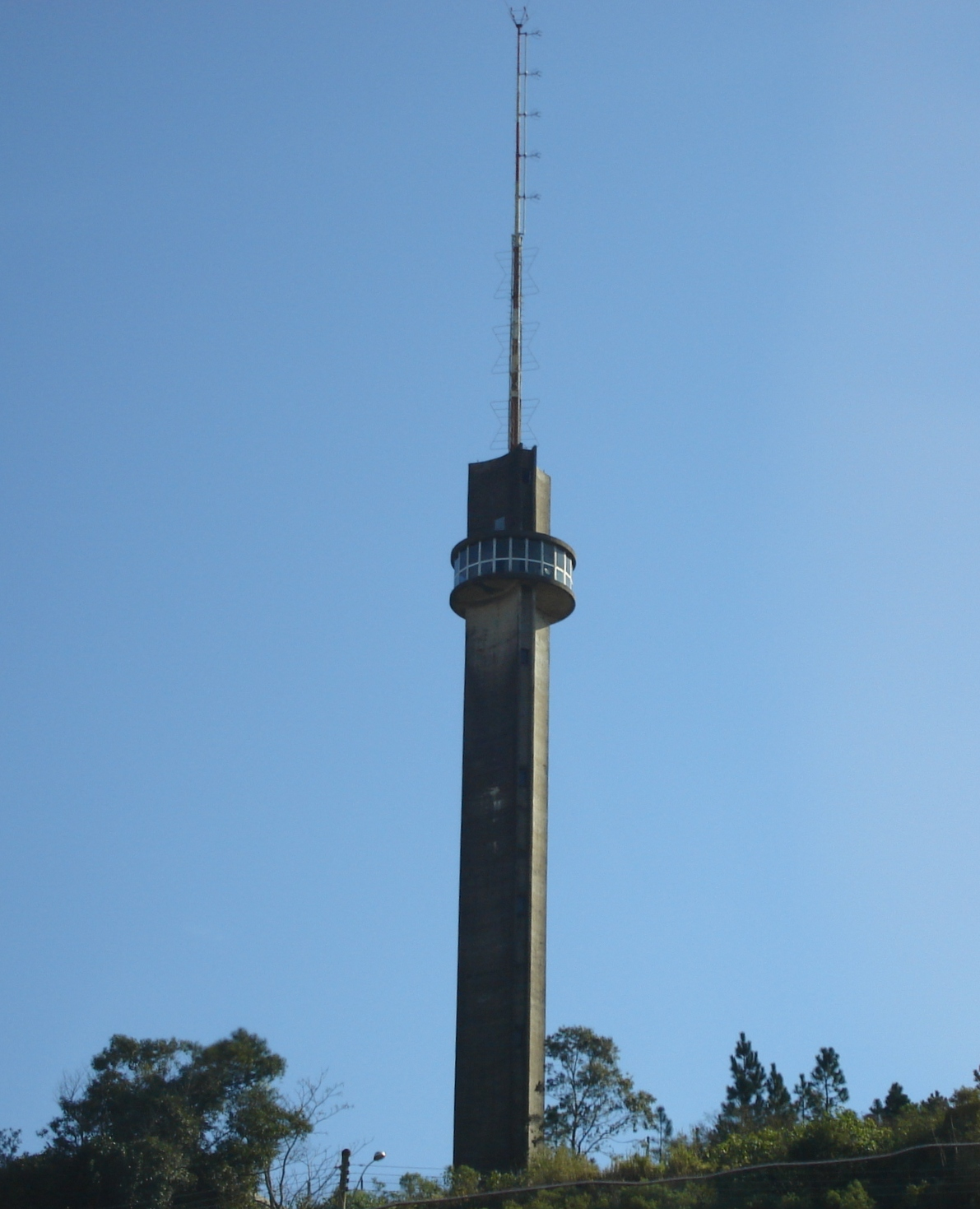
Antiga torre da emissora, utilizada em sua sede no Morro Santa Tereza, 2007

Em 2 de dezembro de 2009, a então TV Record Rio Grande do Sul transmitiu pela primeira vez seu sinal digital através do canal 21 UHF. O filme Tropa de Elite, exibido pela Record no dia 10 de dezembro, foi a primeira produção gerada em alta definição a ser transmitida pelo canal. Em 27 de abril de 2015, a emissora passou a transmitir a sua programação local em alta definição.

### Transição para o sinal digital
Com base no decreto federal de transição das emissoras de TV brasileiras do sinal analógico para o digital, a então RecordTV RS, bem como as outras emissoras de Porto Alegre, cessou suas transmissões pelo canal 2 VHF em 14 de março de 2018, seguindo o cronograma oficial da ANATEL. O switch-off aconteceu às 23h59, durante a exibição do Dancing Brasil.